# Naubolo
Naubolo è un personaggio della mitologia greca. 
Era, a seconda delle versioni, figlio di Ornito, e appartenente quindi alla stirpe di Sisifo, o di Ippaso. Fu re di Focide. Sposò Perinice e divenne padre dell'argonauta Ifito e di Antifazia, sposa di Criso.